# Bibliothek Information Schweiz
Bibliothek Information Schweiz (BIS) war zugleich der Verband der Schweizer Bibliotheken und Dokumentationsstellen aller Grössen und Typen und der Berufsverband des Bibliotheks- und Dokumentationspersonals. BIS war am 1. Januar 2008 aus der Fusion des Verband der Bibliotheken und der Bibliothekarinnen/Bibliothekare der Schweiz (BBS) und der Schweizerischen Vereinigung für Dokumentation (SVD) entstanden. Er hatte ca. 300 Kollektiv- und 1300 Einzelmitglieder.
Im August 2018 wurde beschlossen, 2019 die zwei Bibliotheksverbände BIS und SAB (Schweizerische Arbeitsgemeinschaft der allgemeinen öffentlichen Bibliotheken) zum neuen Verband Bibliosuisse zusammenzuschliessen.

## Allgemeines
Die Geschäftsstelle des Verbandes befand sich in Aarau. Sie stand Institutionen und Personal aus Bibliotheken und Informationsdiensten als Informations- und Vernetzungszentrale zur Verfügung. BIS organisiert Fachveranstaltungen und ein Weiterbildungsprogramm. 
In Kooperation mit dem Verein Schweizerischer Archivarinnen und Archivare gab BIS die Fachzeitschrift Arbido heraus und war über die Ausbildungsdelegation I+D Träger der beruflichen Grundbildung im Informations- und Dokumentationswesen in der Schweiz. 

## Interessen- und Arbeitsgruppen
Mitglieder organisierten sich in Interessengruppen und Arbeitsgruppen. Neben fachlichen Anliegen ergab sich die gemeinsame Förderung und Vertretung von Interessen auch aus der gleichen Tätigkeit, Ausbildung oder Region.

### Arbeitsgemeinschaft Deutschschweizer Mittelschulbibliotheken
Die Arbeitsgemeinschaft Deutschschweizer Mittelschulbibliotheken (ADM) hat zum Ziel, die Mediotheken der Mittelschulen in der Deutschen Schweiz miteinander zu vernetzen. Rechtlich ist sie als Verein organisiert. 
So wie die öffentlichen Bibliotheken und die Universitätsbibliotheken in der Schweiz bieten auch die Mittelschulmediotheken einen auf ihre Benutzern zugeschnittenen Bestand an, der sich stark an den Profilen der einzelnen Schulen orientiert und von einigen tausend bis über fünfzigtausend Medien reichen kann. 
Um Kontakt, Zusammenarbeit und Weiterbildung zu fördern, bietet die ADM ihren Mitgliedern zweimal jährlich die Gelegenheit, eine bestimmte Institution besser kennenzulernen und sich über die neuste Entwicklungen auf dem Gebiet der Bibliothekswissenschaft und angrenzenden Themen informieren zu lassen.
In Zusammenarbeit mit dem Mittelschul- und Berufsbildungsamt Zürich betreiben die Schweizer Mittelschulmediotheken das gemeinsame Rechercheportal digithek.ch, das 2003 aufgeschaltet wurde, um die Informationskompetenz der Schüler im digitalen Zeitaltern zu erleichtern und zu verbessern. Von diesem gemeinsamen Portal aus können sowohl die einzelnen Mediotheken und ihre Kataloge als auch freie und kostenpflichtige Nachschlagewerke Datensammlungen aufgerufen werden, letztere sind über die Schulnetze gratis nutzbar.

### Bibliothek Information Ostschweiz
Bibliothek Information Ostschweiz vertritt die Interessen der im Informations- und Dokumentationsbereich tätigen Personen der Ostschweiz sowie des Fürstentums Liechtenstein.